# حمزه میرزا
ابوالفتح سلطان حمزه میرزا (زاده ۱۵۶۸ – درگذشت ۱۰ دسامبر ۱۵۸۶ میلادی) پسر شاه محمد خدابنده صفوی و مهدعلیا خیرالنساء بیگم بود.
حمزه میرزا در سال ۱۱ ربیع الاول ۹۷۶ قمری در هرات متولد شد. در سال ۱۵۷۳ میلادی شاه تهماسب یکم، او را به جای پدرش به فرمانداری هرات تعیین کرد تا پدرش به شیراز منتقل شود ولی چون محمد خدابنده و خیرالنساء بیگم تحمل دوری حمزه میرزا را نداشتند، شاه تهماسب به جای او عباس میرزا را به فرمانداری هرات برگزید و حمزه میرزا همراه با پدر و مادر خویش به شیراز منتقل شدند. عباس میرزا در آن زمان ۱/۵ سال داشت.
پس از تاجگذاری شاه محمد خدابنده، مهدعلیا خیر نساء بیگم همسر شاه که به نیابت شاه اکثر امور مملکتی را در دست گرفته بود، حمزه میرزا را که ۱۱ ساله بود به نیابت سلطنت (ولیعهدی یا به اصطلاح آن زمان وکالت دیوان اعلی) منصوب کرد. امیران قزلباش ترکمان و تکلو در به ولیعهدی رساندن، حمزه میرزا نقش بسزایی داشتند.

## جنگ چلدر
در نبرد چلدر هنگامی که به قزوین خبر رسید که لشکر عثمانی گرجستان و شروان را تصرف کرده‌است، مهد علیا (خیرالنساء بیگم) (همسر شاه ایران) که زمام امور کشور را در دست داشت، فرمان گردآوری سپاه داد و به همراه پسر ارشد خود حمزه میرزا (ولیعهد) و گروهی از سران دولت و امرای قزلباش به قصد سد کردن راه قشون عثمانی، مسیر آذربایجان را پیش گرفتند و در قره‌باغ توقف کردند.

## جنگ تیرپل
نبرد تیرپل رزمی بود که در سال ۱۵۸۳ میلادی و مابین دو سپاه یکی حکومت مرکزی صفویه (شاه محمد خدابنده) به فرماندهی میرزا سلمان جابری اصفهانی و حمزه میرزا و دیگری به فرماندهی علی‌قلی‌بیگ گورکان شاملو و به حمایت عباس میرزا (بعداً شاه عباس یکم) روی داد. در این نبرد قلعه هرات توسط شاه محمد خدابنده محاصره شد. نتیجه نبرد و محاصره قلعه هرات، مصالحه علی‌قلی‌بیگ گورکان شاملو و شاه محمد خدابنده بود.

## اشغال تبریز توسط عثمانی‌ها
در سال ۱۵۸۵، هنگامی‌ که نیرو‌های عثمانی به قصد اشغال تبریز به آذربایجان حمله کردند، خدابنده همراه حمزه میرزا به آن‌جا شتافت، اما با کشته شدن امیرخان ترکمان، والی آذربایجان كه با دسيسه طوايف شاملو و استاجلو و به دستور خدابنده یا به روایتی حمزه‌میرزا صورت گرفت باعث ایجاد اختلاف طوایف قزلباش شد، حمزه‌میرزا با اطلاع از نزدیک شدن نیروهای عثمانی به تبریز، از امیران تکلو و ترکمان درخواست کمک کرد ولی بسیاری از سرداران بزرگ ترکمان و تکلو، مانند محمد خان ترکمان حاکم کاشان و ولی خان تکلو حکمران همدان، و مسیب خان شرف الدین اغلی تکلو حاکم ری که از قتل امیرخان رنجیده خاطر بودند، از اطاعت فرمانش سرباز زدند و از لشکرهای فارس و کرمان و عراق هیچکس به آذربایجان نیامد و نیرو‌های عثمانی، با وجود رشادت‌های حمزه میرزا، بر تبریز دست یافتند.
حمزه میرزا به سردارن ترکمان و تکلو که از او رنجیده خاطر بودند، نوشتː «...مخالفان کمر به تسخیر ملک ایران و استیصال طوایف قزلباش بسته‌اند. حالا عزیمت شهر شهره تبریز که گورخانه صد ساله قزلباش است و تختگاه سلاطین ایران دارند. به اقتضای عقل دوراندیش عمل نموده نظر بر مآل حال اندازند و از روی ارادت و اخلاص و دولتخواهی و یکرنگی جمعیت نموده با لشکرهای آراسته متوجه پایه سریر سلطنت مصیر گردند و دامن ارادت و اخلاص صد ساله خود را به لوث عصیان آلوده نسازند و همت بر آن مقصور دارند که در رکاب فلک فرسا مردانه‌وار به معرکه کارزار شتافته به مدافعه مخالفان پردازند و بعد از دفع دشمن بیگانه هر ملتمسی که داشته باشند عرض نموده در انجاح مطلب خود کوشند چه ظاهر است که هر گاه شهر تبریز و ولایت از دست قزلباش بیرون رود و مملکت آذربایجان که خلاصه ممالک و لشکرخیز ایران است به تصرف مخالفان قرار گیرد نقص تمام به این دولت راه یافته این فتنه بر سایر ممالک سرایت می‌کند و پیداست که مآل حال قزلباش به کجا انجامد».

## مرگ

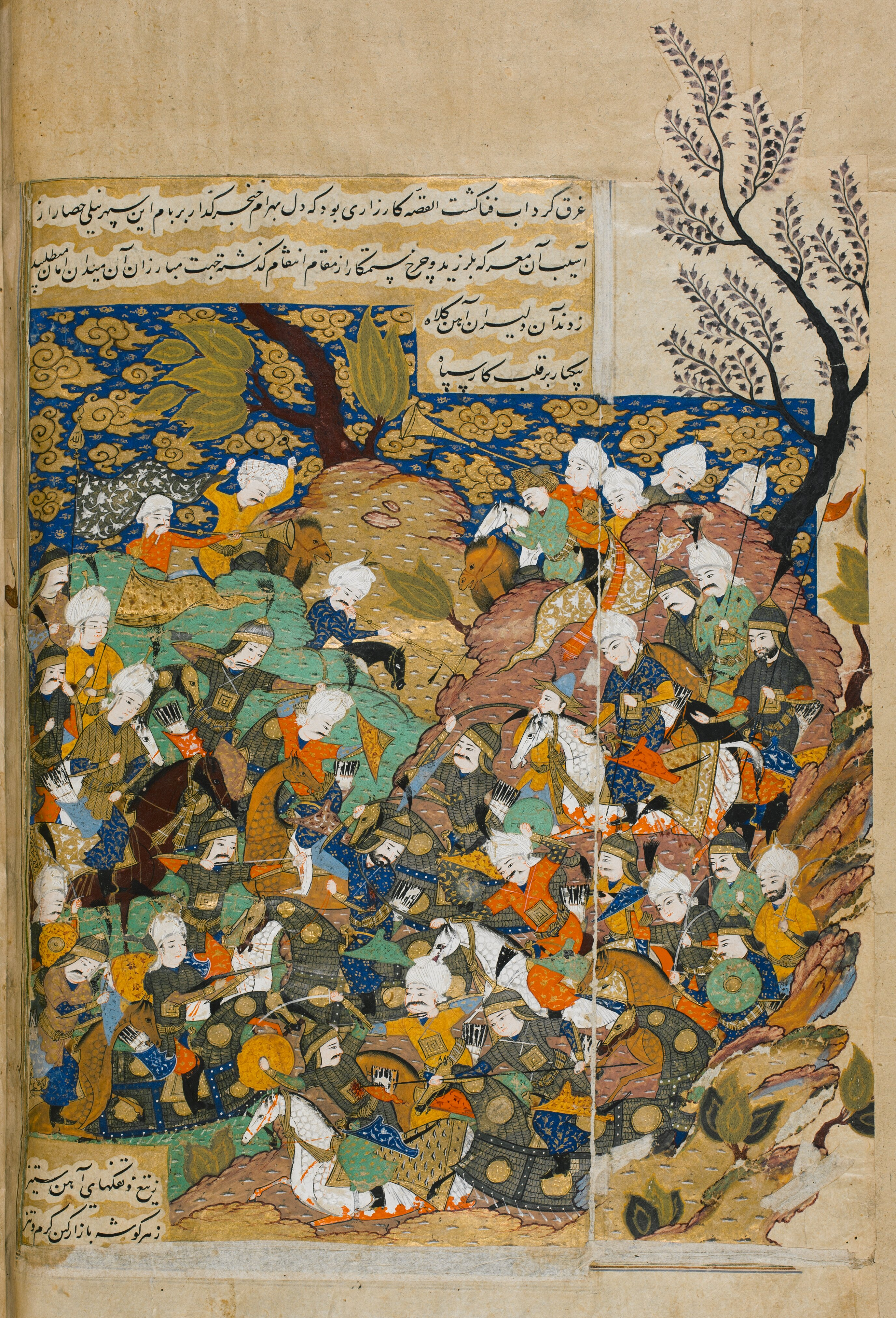
نبرد حمزه میرزا با قزلباشان سرکش از کتاب خلاصة التواریخ احمد منشی قمی

قوای عثمانی با وجود آن که تبریز را تسخیر کرده بودند اما فاقد منبع غذایی برای ادامه نبرد بودند و به همین دلیل شهر را ترک کردند. حمزه میرزا شروع به آماده‌سازی برای جنگ با عثمانی و پس گرفتن تبریز کرد اما با شورش امرایی از قزلباش (شاملو و استاجلو) روبه‌رو شد. وی به سختی شورش را سرکوب کرد. در نتیجه دسیسه امیران قزلباش از جمله استاجلوها و شاملوها که توسط او سرکوب شده بودند در نواحی گنجه در شب چهارشنبه ۲۸ ذی الحجه ۹۹۴ به قتل رسید. بعد از مرگ حمزه میرزا برادر کوچکش ابوطالب میرزا از طرف امرای قزلباش ولیعهد صفوی شد.

## خانواده

### همسران
حمزه میرزا در ابتدا با اغلان پاشا خانم از نواده بهرام میرزا ازدواج کرد. میرزا سلمان جابری اصفهانی برای نزدیکی به خانواده سلطنتی، دختر خود را به عقد حمزه میرزا (ولیعهد) در درآورد. حمزه میرزا با دخترانی به نام‌های تیناتین و فخر جهان به ترتیب فرزندان الکساندرخان و سیمون‌خان امرای گرجستان نیز به صلاحدید میرزا سلمان جابری اصفهانی ازدواج کرد.

### فرزندان
- اسماعیل میرزا با به سلطنت رسیدن شاه عباس به قلعه الموت فرستاده شد و در سال ۱۵۹۱ کور شد.[۱۲]

- حیدر میرزا (درگذشته ۱۵۹۶ استانبول).

## برای مطالعهٔ بیشتر
- رحیم‌لو، یوسف (۴ دی ۱۳۹۸). «حمزه میرزا». دائرةالمعارف بزرگ اسلامی. مرکز دائرةالمعارف بزرگ اسلامی.